# 赵祈
赵祈（?—?），宋朝第三代皇帝宋真宗赵恒第五子，母亲情况不详。
赵祈年幼时夭折，没有起名。他的六弟赵祯即位为宋仁宗。宋徽宗元符三年（1100年）三月，改追宗室，赐名赵祈，贈太師、尚書令，追封钦王。